# رابين بهاتا
رابين بهاتا (1924 – 6 يوليو 2004) هو ملاكم هندي راحل، مثّل بلاده في الألعاب الأولمبية الصيفية 1948.

## روابط خارجية
رابين بهاتا على موقع أوليمبيديا (الإنجليزية)